# 笠岡中継局
笠岡中継局（かさおかちゅうけいきょく）は岡山県笠岡市神島の栂丸山に位置するテレビジョン放送およびラジオ放送の大規模中継局である。
なお中継局ではないが、ここではコミュニティ放送「エフエムゆめウェーブ」の送信設備についても併せて記述する。

## 放送区域
地上デジタル放送におけるこの中継局の電波法に定める放送区域（1mV/m）は笠岡市、倉敷市、浅口市、浅口郡里庄町及び香川県丸亀市の各一部、約3万世帯である。
地上アナログ放送におけるこの中継局の電波法に定める放送区域（3mV/m）は岡山県笠岡市、井原市、倉敷市、岡山市、玉野市、矢掛町、浅口市、里庄町、早島町及び香川県三豊市の各一部、4万4818世帯である。尚、地上デジタル放送の物理チャンネルは、親局（金甲山送信所）と同一だが、隣県近くにある福山西中継局同様、アナログ・デジタル共に全局垂直偏波が採用されている。

## 歴史
- 1961年（昭和36年）7月1日 - 山陽放送ラジオ笠岡中継局開局。
  - 全国初の親局完全同期・精密同一周波数による実用化実験局として開局。コールサインJO5A、周波数1420kc、出力50W。
- 1962年（昭和37年）
  - 10月19日 - NHK岡山総合テレビ笠岡中継局開局[1]。
  - 12月1日 - NHK岡山教育テレビ笠岡中継局開局[1]。
- 1965年（昭和40年）7月1日 - 山陽放送ラジオが実用化試験局から標準放送局に変更。
- 1969年（昭和44年）12月12日 - NHK岡山FM放送笠岡中継局開局[2]。
- 1985年（昭和60年）
  - 4月11日 - 西日本放送テレビ笠岡中継局開局。
- 1987年（昭和62年）10月29日 - テレビせとうち笠岡中継局開局[3]。
- 1999年（平成11年）4月1日 - 岡山エフエム放送笠岡中継局開局。
- 2006年（平成18年）
  - 5月1日 - エフエムゆめウェーブ（親局）開局。
  - 6月1日 - アナアナ変換対策開始に伴い新アナログチャンネル放送開始。
  - 9月14日 - アナアナ変換に関わる旧アナログチャンネル停波。
- 2007年（平成19年）12月17日 - 地上デジタルテレビジョン放送本放送開始。

### アナアナ変換
この中継局もデジタル放送開始にあわせて全国的に行われた現行アナログチャンネルの移行、いわゆる「アナアナ変換」の対象となり、2006年6月1日より対策を開始、2006年9月14日には旧チャンネルを停波し、新チャンネルに移行した。対象となったアナログチャンネルはTSCテレビせとうち（19ch-→22ch-）、RNC西日本放送（17ch-→34ch+）、KSB瀬戸内海放送（21ch-→55ch+）の3波である。対策世帯は岡山県笠岡市、井原市、倉敷市、岡山市、玉野市、矢掛町、浅口市、里庄町早島町及び香川県三豊市の各一部、約3万1000世帯。

### 地上デジタル放送
笠岡中継局のデジタル化は岡山・香川でデジタル放送が開始してからおよそ一年後のことである。岡山県内3局目のデジタル化で、本放送開始は津山中継局、新見中継局と同時である。このおよそ2か月前には備前中継局が、2か月後には香川県の小豆島中継局、さらに1か月後には高梁中継局が本放送を開始している。
2007年11月16日に中国総合通信局より予備免許交付、同月21日より試験放送を開始し、翌月12月17日に本放送を開始した。

## 施設
- 岡山県笠岡市神島にある標高306メートルの栂丸山（つがのまるやま。塚の丸山、栂の丸山とも表記する）の山頂付近に位置する。
- コミュニティFMを除く全局が垂直偏波による放送である。

## 地上デジタルテレビジョン放送送信設備
| ID                                                                                    | 放送局名           | 物理チャンネル | 空中線電力 | ERP  | 放送対象地域   | 放送区域内世帯数 |
| ------------------------------------------------------------------------------------- | ------------------ | -------------- | ---------- | ---- | -------------- | ---------------- |
| 1                                                                                     | NHK 岡山総合       | 32ch           | 30W        | 480W | 岡山県         | 約3万世帯        |
| 2                                                                                     | NHK 岡山教育       | 45ch           | 30W        | 450W | 全国放送       | 約3万世帯        |
| 4                                                                                     | RNC 西日本放送     | 20ch           | 30W        | 520W | 岡山県・香川県 | 約3万世帯        |
| 5                                                                                     | KSB 瀬戸内海放送   | 30ch           | 30W        | 520W | 岡山県・香川県 | 約3万世帯        |
| 6                                                                                     | RSK 山陽放送       | 21ch           | 30W        | 490W | 岡山県・香川県 | 約3万世帯        |
| 7                                                                                     | TSC テレビせとうち | 18ch           | 30W        | 520W | 岡山県・香川県 | 約3万世帯        |
| 8                                                                                     | OHK 岡山放送       | 27ch           | 30W        | 520W | 岡山県・香川県 | 約3万世帯        |
| ※全局局名は笠岡局 ※全局垂直偏波 ※全局に指向性あり ※中継局であるためコールサインは無い |                    |                |            |      |                |                  |

## 地上アナログテレビジョン放送送信設備
- NHK：岡山県笠岡市神島内浦塚の丸山2727
- RSK：岡山県笠岡市神島塚の丸2729
- OHK：岡山県笠岡市神島塚の丸
- TSC・RNC・KSB：岡山県笠岡市神島塚の丸

| チャンネル | 放送局名          | 空中線電力        | ERP                  | 放送対象地域   | 放送区域内世帯数 |
| --- | ----------------- | ----------------- | -------------------- | -------------- | ---------------- |
| 2 | NHK岡山総合テレビ | 映像100W/ 音声25W | 映像660W/音声165W    | 岡山県         | 4万4818世帯      |
| 4- | NHK岡山教育テレビ | 映像100W/ 音声25W | 映像630W/音声155W    | 全国放送       | 4万4818世帯      |
| 6+ | RSK山陽放送       | 映像100W/ 音声25W | 映像630W/音声155W    | 岡山県・香川県 | 4万4818世帯      |
| 22- | TSCテレビせとうち | 映像300W/ 音声75W | 映像5.3kW/音声1.5kW  | 岡山県・香川県 | -                |
| 34+ | RNC西日本放送     | 映像300W/ 音声75W | 映像5.8kW/音声1.45kW | 岡山県・香川県 | -                |
| 55- | KSB瀬戸内海放送   | 映像300W/ 音声75W | 映像5.7kW/音声1.4kW  | 岡山県・香川県 | -                |
| 60- | OHK岡山放送       | 映像300W/ 音声75W | 映像7.4kW/音声1.85kW | 岡山県・香川県 | -                |
| ※全局局名は笠岡局 ※全局垂直偏波 ※全局に指向性あり ※中継局であるためコールサインは無い ※4ch、22ch、55ch、60chはオフセット-10kHz局※6ch、34chはオフセット+10kHz局 |                   |                   |                      |                |                  |

## FMラジオ放送送信設備
| 周波数（MHz）       | 放送局名             | コールサイン | 空中線電力 | ERP  | 放送対象地域     | 放送区域内世帯数 |
| ------------------- | -------------------- | ------------ | ---------- | ---- | ---------------- | ---------------- |
| 79.2                | エフエムゆめウェーブ | JOZZ8AN-FM   | 20W        | 21W  | 笠岡市・浅口市他 | 約2万7600世帯    |
| 80.4                | 岡山エフエム放送     | なし         | 100W       | 180W | 岡山県           | 約3万世帯        |
| 83.7                | NHK岡山FM放送        | なし         | 100W       | 185W | 岡山県           | 約3万世帯        |
| ※県域FM局は垂直偏波 |                      |              |            |      |                  |                  |

## AMラジオ放送送信設備
| 周波数（kHz）                                 | 放送局名    | 空中線電力 | 放送対象地域 | 放送区域内世帯数 |
| --------------------------------------------- | ----------- | ---------- | ------------ | ---------------- |
| 1494                                          | RSK山陽放送 | 100W       | 岡山県       | -                |
| ※送信所の鉄塔は山陽放送のアナログテレビと共用 |             |            |              |                  |